# Tisoi
Tisoi (559 m s.l.m.) è una frazione di Belluno, posta a nord del capoluogo, a circa 6 km dal centro, sulla destra del Piave. 

## Parrocchia
La storia della parrocchia di San Severo e Santa Brigida di Tisoi ha inizio nel 1430, anno in cui si costituì ufficialmente la cappellania suburbana autonoma, indipendente cioè da quella di Bolago e Sois-Antole alla quale fin ad allora era stata unita. Fu un evento importante perché da quel momento un cappellano si recava ufficialmente a Tisoi per celebrare la santa messa nelle chiese di san Severo, di santa Giustina e di san Nicolò a Zei.

## Montagne
Tisoi giace alle pendici del monte Talvena-Tesa (1502 m s.l.m.); altre cime che sovrastano il paese sono il monte Serva (2133 m s.l.m.) e la Pala Alta (1933 m s.l.m.). Entrambe le vette sono comprese nel Parco Nazionale delle Dolomiti Bellunesi.
Da Tisoi si vede in maniera ottimale il Monte Terne che ha un'altezza di 1794 metri s.l.m. e tra quest'ultimo e la Talvena-Tesa si può scorgere la vetta della Schiara con la Gusèla del Vescovà.

## Attività tradizionali
(I Belumat, "Anyway")
Il paese di Tisoi era noto in passato per le attività legate all'estrazione di pietre molari (per macine e coti).
C'è anche un caseificio che produce formaggi di latte vaccino.

## Attività sportive
A Tisoi è presente un campo di calcio dove si allena la squadra calcistica "G.S.D. Schiara".